# Radvanice (ort i Tjeckien, lat 50,57, long 16,06)
Radvanice är en ort i Tjeckien. Den ligger i den nordöstra delen av landet, 130 km öster om huvudstaden Prag. Radvanice ligger 526 meter över havet och antalet invånare är 1 090.
Terrängen runt Radvanice är huvudsakligen kuperad, men åt sydväst är den platt. Runt Radvanice är det ganska glesbefolkat, med 32 invånare per kvadratkilometer. Närmaste större samhälle är Trutnov, 10,5 km väster om Radvanice. I omgivningarna runt Radvanice växer i huvudsak barrskog.